# Червень, початок літа
«Червень, початок літа» — радянський чорно-білий художній фільм 1969 року, знятий режисером Раймондасом Вабаласом на Литовській кіностудії.

## Сюжет
Дія фільму відбувається у маленькому містечку, де кожен один про одного знає все; ведеться оповідання про деяких з його мешканців: інженера, ксьондза, лікаря, школярк тощо.

## У ролях
- Вітаутас Томкус — Стасіс Юргайтіс, директор підприємства
- Гедимінас Карка — Юргайтіс, батько Стасіса
- Ельвіра Жебертавічюте — Лайма
- Казиміра Кімантайте — мати Лайми
- Дануте Юроніте-Зельчювене — Ангеле
- Юозас Будрайтіс — Науйокатіс
- Аудріс Мечісловас Хадаравічюс — Баліс
- Алдона Йодкайте — Люда
- Юлія Каваляускайте — Сігуте, дочка Люди
- Альгімантас Масюліс — ксьондз
- Стяпонас Космаускас — режисер
- Стасіс Паска — епізод
- Лілія Мулявічюте-Томкене — Йоне, секретарка
- Стасіс Чайкаускас — робітник підприємства
- Домас Дабрішка — епізод
- Повілас Гайдіс — Бальчюнас, кореспондент
- Юозас Ярушявічюс — Повілас
- Альгіс Кібартас — друг Сігуте
- Валентінас Кірліс — епізод
- Альгірдас Кубілюс — солдат
- Бенас Пускунігіс — Бенас
- Альгірдас Шемешкявічюс — Стяпас Кяжис
- Ромуалдас Урвініс — робітник
- Рімгаудас Карвяліс — адміністратор театру
- Вітаутас Ейдукайтіс — епізод
- Владас Юркунас — актор
- Антанас Мацкявічюс — актор
- Альгімантас Мажуоліс — епізод
- Стасіс Раткявічюс — музикант в театрі
- Юозас Урманавічюс — актор
- Регіна Варнайте — жінка на випускному
- Томас Вайсета — актор
- Хенріка Хокушайте — актриса
- Регіна Зданавічюте — хазяйка ксьондза
- Владас Сіпайтіс — чоловік на випускному
- Лідія Купстайте-Дробнене — актриса
- Ромуальда Мікалаускайте — актриса

## Знімальна група
- Режисер — Раймондас Вабалас
- Сценаристи — Раймондас Вабалас, Іцхокас Мерас
- Оператор — Альгірдас Арамінас
- Композитор — Альгімантас Апанавічюс
- Художник — Юзефа Чейчіте